# Державний кордон Кувейту

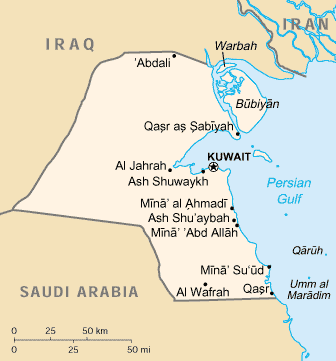
Карта Кувейту

Державний кордон Кувейту — державний кордон, лінія на поверхні Землі та вертикальна поверхня, що проходить по цій лінії, що визначають межі державного суверенітету Кувейту над власними територією, водами, природними ресурсами в них і повітряним простором над ними. 

## Сухопутний кордон
Загальна довжина кордону — 475 км. Кувейт межує з 2 державами. Уся територія країни суцільна, тобто анклавів чи ексклавів не існує.
Ділянки державного кордону
| Держава           | Ділянка | Довжина (км) | Прикордонні регіони | Примітки |
| ----------------- | ------- | ------------ | ------------------- | -------- |
| Ірак              | північ  | 254          |                     |          |
| Саудівська Аравія | південь | 221          |                     |          |

## Морські кордони
Кувейт на сході омивається водами Перської затоки Індійського океану. Загальна довжина морського узбережжя 499 км. Згідно з Конвенцією Організації Об'єднаних Націй з морського права (UNCLOS) 1982 року, протяжність територіальних вод країни встановлено в 12 морських миль (22,2 км).

## Спірні ділянки кордону
Кувейт не має спірних ділянок кордону зі своїми сусідами. Проте за часів володарювання Саддама Хусейна в Іраці, останнім територія Кувейту розглядалась як власна. Волюнтаристська політика тогочасного арабського соціалістичного керівництва Іраку призвела до збройного конфлікту та окупації Кувейту. Кувейт був підтриманий міжнародною спільнотою і звільнений під час операції військами міжнародної коаліції «Буря в пустелі» (2 серпня 1990 — 28 лютого 1991).

Територія колишньої нейтральної зони на кордоні з Саудівською Аравією
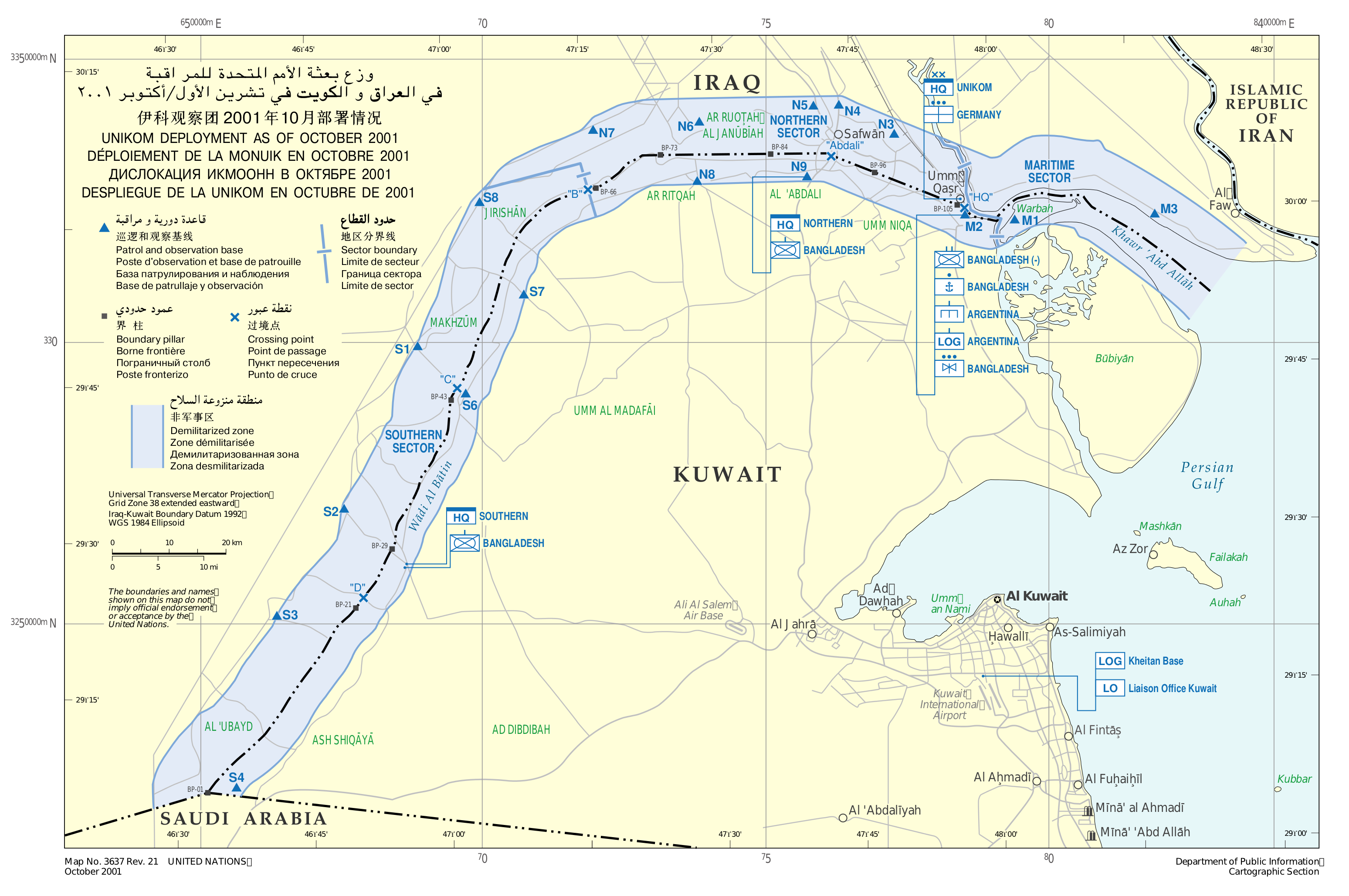
Міжнародний бар'єр на ірацькому кордоні 2001 року.

На південному кордоні зі Саудівською Аравією довгий час існувала нерозділена нейтральна зона, яку після підписання угоди 1970 року розділили дві держави. 